# Tragedie van 9 april

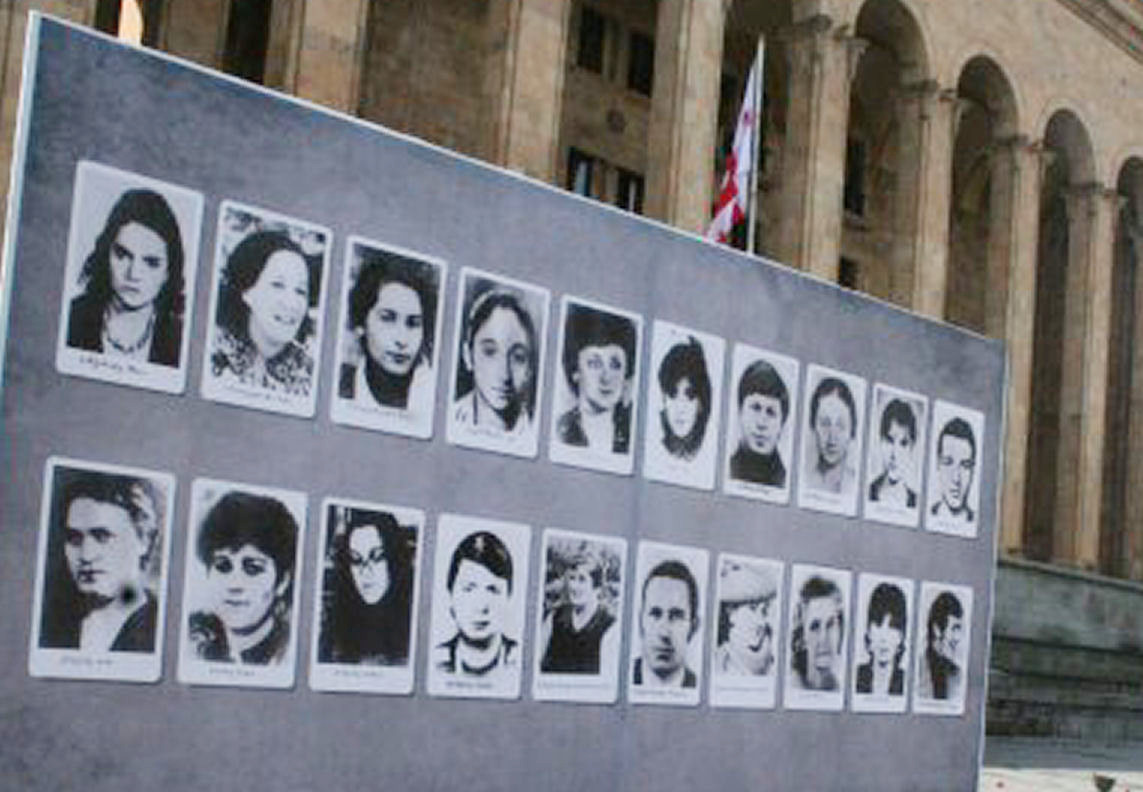
Foto's van slachtoffers die vielen bij de Tragedie van 9 april, op een bord in Tbilisi.

De Tragedie van 9 april was een op 9 april 1989 door het Rode Leger neergeslagen protest van burgers in Tbilisi, destijds hoofdstad van de Georgische Socialistische Sovjetrepubliek in de Sovjet-Unie. De tragedie leidde tot een sterkere Georgische roep om onafhankelijkheid van de Sovjet-Unie, die voor het eerst ook door de Georgische Opperste Sovjet werd onderschreven. In Georgië geldt 9 april als nationale gedenkdag: de Dag van de Nationale Eenheid.

## Aanleiding
Op 9 maart 1956 vond een demonstratie in Tbilisi plaats naar aanleiding van het beleid van partijleider Nikita Chroesjtsjov door het rode leger neergeslagen. De bevolking van Georgië was door het hardhandige ingrijpen dermate onder de indruk dat de volgende openlijke protesten pas twintig jaar later zouden plaatsvinden.
In de jaren zeventig beleefde het Georgische nationalisme een opleving. Rond Zviad Gamsachoerdia en Merab Kostava ontstond een kleine maar invloedrijke nationalistische oppositie, die streed tegen de russificatie van Georgië en die streefde naar bescherming en behoud van de Georgische culturele identiteit. Toen in de grondwet zou worden opgenomen dat het Russisch in Georgië voortaan de ambtstaal zou zijn leidde dat in 1978 tot protesten, de eerste grootschalige sinds de opstand in 1956, onder studenten en medewerkers aan de Staatsuniversiteit van Tbilisi. In datzelfde jaar deed Abchazië een poging tot afscheiding van Georgië. In de jaren die volgden werd de roep om Georgische onafhankelijkheid van de Sovjet-Unie sterker. Tegelijkertijd bleef uit Abchazië de roep klinken om herstel van de Abchazische Socialistische Sovjetrepubliek, die van 1921 tot 1931 had bestaan. Georgische dissidenten zagen deze Abchazische wens als een bedreiging voor hun eigen onafhankelijkheidsstreven.
Toen op 18 maart 1989 in het Abzchazische Lichni duizenden Abchazen bijeenkwamen om voor afscheiding van de Georgische Sovjet Republiek te demonstreren, organiseerde de Georgische oppositie op verschillende plekken in het land een aantal kleine demonstraties om de eigen eisen kracht bij te zetten. Op 4 april 1989 leidden deze Georgische demonstraties tot een hoogtepunt, toen net als in maart 1956 tienduizenden Georgiërs zich onder leiding van Merab Kostava en de latere president Zviad Gamsachoerdia rond het regeringsgebouw aan de Roestavelilaan verzamelden. Een aantal van hen ging over tot een hongerstaking. De betogers eisten de Georgische onafhankelijkheid van de Sovjet-Unie, en het beëindigen van het separatisme in Abchazië. De lokale autoriteiten verloren de controle over de situatie. Dzjoember Patiasjvili, sinds 1985 Eerste Secretaris van de Georgische Communistische Partij, riep de hulp in van het Rode Leger om de orde te herstellen.

## De tragedie
In de avond van 8 april 1989 gaf kolonel-generaal Igor Rodionov, aanvoerder van de Russische strijdkrachten in Transkaukasië, zijn troepen een mobilisatiebevel. Kort voordat de troepen tot de aanval zouden overgaan riep Katholicos Ilia II de betogers op om de Roestavelilaan te verlaten, omdat de spanningen te hoog waren opgelopen. Op het verzoek van de orthodoxe patriarch werd echter niet ingegaan. In de vroege ochtend van 9 april, om 3:45 uur, werden de betogers door de Russische strijdkrachten omsingeld. Rodionov gaf bevel om de straat met alle daartoe noodzakelijke middelen te ontdoen van betogers.
De militairen sloegen met ploertendoders en spaden in op de betogers, die daardoor meer en minder ernstige verwondingen opliepen. Enkelen werden op deze manier gedood. Ook werd er traangas ingezet (een gas dat geen dodelijk letsel veroorzaakt, maar dat de tegenstander van de wijs te brengt als er geen gasmasker wordt gebruikt). In de stormloop die uitbrak onder de betogers vielen nog meer doden, doordat mensen onder de voet werden gelopen. De plaatselijke politie, die vlak voor de aanval was ontwapend, probeerde de evacuatie van de in paniek geraakte betogers te begeleiden. Evenals toegesnelde hulpverleners en ambulances werden zij daarbij echter gehinderd door de militairen.
Vanaf een balkon tegenover het regeringsgebouw werd de aanval op de betogers op video gefilmd. Deze opname speelde samen met ooggetuigenverslagen een belangrijke rol bij het door de Russische politicus Anatoli Sobtsjak geïnitieerde onderzoek naar de gebeurtenissen tijdens de tragedie van 9 april.

## De gevolgen: politieke strijd voor onafhankelijkheid
Op 10 april ging men in heel Georgië in staking, in protest tegen de gebeurtenissen van een dag eerder. Ook werd er een periode van 40 dagen rouw aangekondigd. Er werden massaal bloemen gebracht naar de plek waar gevochten was. De noodtoestand werd afgekondigd, maar kleine demonstraties bleven aanhouden.
Michail Gorbatsjov, destijds president van de Sovjet-Unie, legde de verantwoordelijkheid geheel bij het leger. In Georgië werden nationalisme en anti-Sovjetgevoelens des te sterker, nu ook in de Opperste Sovjet van Georgië. Op 19 november 1989 besloot de Georgische Opperste Sovjet dat het land, het water, de bodemschatten en de productiemiddelen voortaan eigendom waren van de Georgische Republiek. De Opperste Sovjet erkende een recht op afscheiding van de Sovjet-Unie en veroordeelde de annexatie van 1921. Op 9 maart 1990 eiste de Georgische Opperste Sovjet onderhandelingen over een onafhankelijke Georgische regering. Na een referendum op 31 maart 1991, waarbij 98,9% van de kiezers vóór stemde, verklaarde Georgië zich op 9 april 1991 onafhankelijk.